# Crocidura sibirica
Crocidura sibirica là một loài động vật có vú trong họ Chuột chù, bộ Soricomorpha. Loài này được Dukelsky mô tả năm 1930.